# Bập bềnh xương bánh chè
Bập bềnh xương bánh chè là một kỹ thuật được sử dụng trong khám gối để khám tràn dịch khớp gối. 
Thực hiện trên bệnh nhân nằm ngửa với chân mở rộng và duỗi thẳng. Ép dần về gần đến đầu gối cố gắng để ép hết dịch ra khỏi phía trên bao hoạt dịch khớp gối. Trong khi duy trì áp lực bằng một tay, tay kia người khám ấn nhanh xuống xương bánh chè để thực hiện một cái ấn rõ ràng như có cảm giác xương bánh chè chạm xương nằm bên dưới. Đôi khi các xương bánh chè cũng sẽ ‘nẩy’ lại chạm vào ngón tay của người khám. 

## Nguyên nhân
Bập bềnh xương bánh chè dương tính phản ánh các nguyên nhân gây tràn dịch khớp gối, chẳng hạn như:
- Viêm xương khớp
- Chấn thương
- Rối loạn của viêm khớp
- Nhiễm trùng.
- Gout
- Bệnh giả gout (do lắng đọng calci pyrophosphate)
- U

## Cơ chế
Bất kỳ điều kiện gây ra viêm trong và xung quanh khớp gối có thể dẫn đến tràn dịch. Bằng cách đẩy dịch ra khỏi bao hoạt dịch, xương bánh chè được nâng lên khỏi đầu gối. Khi đẩy hoặc ‘ấn’, xương bánh chè có thể được cảm nhận để di chuyển xuống qua lớp dịch để chạm vào xương đùi. Trong một khớp gối bình thường, xương bánh chè và xương đùi nằm sát nhau và do đó không thể được thực hiện ấn hoặc chạm nhau.